# Berliner Luft
Berliner Luft (Berlinluft) är ett begrepp som blivit känt genom musikstycket med samma namn av komponisten Paul Lincke. I operetten Frau Luna från 1899 gjorde han uttrycket Berliner Luft till en synonym för friheten och livsglädjen i Berlin. Låten blev populär och spreds i de tysktalande områdena. Den har även kommit att bli populär inom militärmusiken. Texten skrevs av Heinrich Bolten-Baeckers.
Berliner Luft ses som en inofficiell hymn för Berlin. Den spelas varje år som avslutning på Berlinfilharmonikernas säsongsavslutning i Waldbühne i Berlin. De fyra stora spexföreningarna i Lund; Lundaspexarna, Toddyspexarna, Boelspexarna och Jesperspexet - samt flera andra mindre spex - använder stycket som ouvertyr. 

## Svenska versioner
Emil Norlander skrev en svensk text Stockholmsluft och använde visan i en revy med samma namn 1905. Karl Gerhard skrev texten Sekelskiftets luft för Zarah Leander. Den handlar om nöjeslivet i Stockholm runt början av 1900-talet, med paralleller till revyfigurer hos just Emil Norlander.